# 巌窟の野獣
『巌窟の野獣』（がんくつのやじゅう、原題: Jamaica Inn）は、1939年に公開されたアルフレッド・ヒッチコック監督によるイギリスの冒険・スリラー映画である。原作はダフニ・デュ・モーリエの1936年の小説『巌窟の野獣』。これはヒッチコックが映画化したデュ・モーリエの3作品のうちの1作目である（他は『レベッカ』と『鳥』）。出演はチャールズ・ロートン、モーリン・オハラ。モーリン・オハラにとっては初の映画出演であった。
この映画はヒッチコックがアメリカ合衆国に移住する前に作った最後のイギリス映画であった。

## 製作

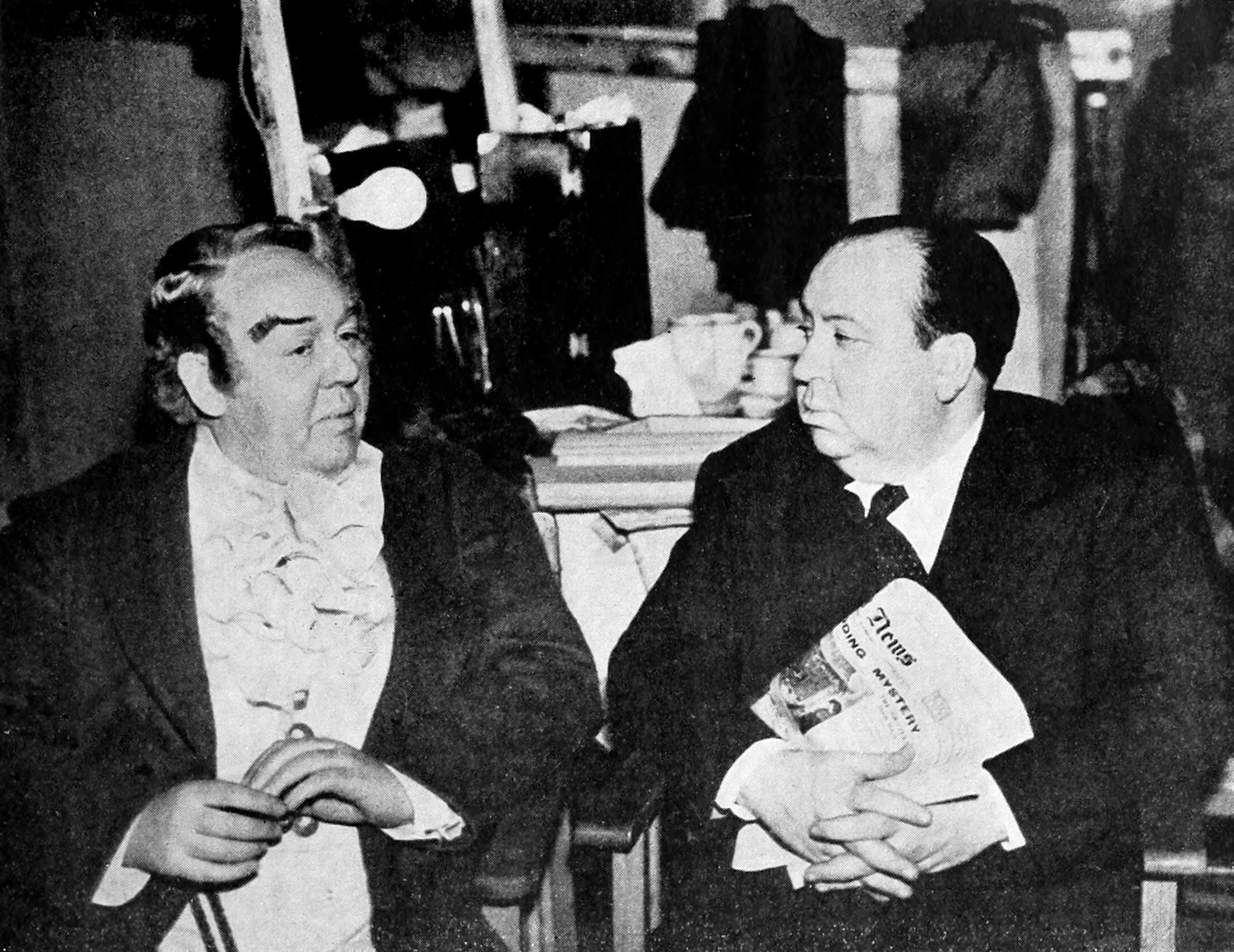
映画セットからのプロモーション静止画